# Les Poissons (archipel de Pointe-Géologie)
Les Poissons sont quatre îles rocheuses de l'archipel de Pointe-Géologie (terre Adélie), situé en mer Dumont-d'Urville (océan Austral) au large du continent antarctique.

## Description
Ces quatre îles rocheuses se trouvent à mi-distance de l'île des Pétrels et du Taureau.  Elles ne sont qu'à quelques dizaines de mètres les unes des autres, la plus grande île (située au nord-ouest) faisant un peu moins de 150 m de long pour une altitude maximale de 14 m. Avec le Bélier, le Cancer, le Capricorne, le Sagittaire, le Scorpion et le Taureau, elles constituent le groupe des Sept-Îles,.